# Adam Masina
Adam Masina (Khouribga, 2 gennaio 1994) è un calciatore marocchino con cittadinanza italiana, difensore del Torino e della nazionale marocchina.

## Biografia
Nato in Marocco, è cresciuto a Galliera, ha un fratello di nome Zakaria. Sua madre è morta poco tempo dopo la sua nascita, mentre suo padre aveva problemi con l'alcol: Masina viene in seguito adottato.
Ha dichiarato di essere appassionato di filosofia fin dall'adolescenza, tanto da aver scelto il dualismo fra anima e corpo come tema della sua tesi per l'esame di maturità.
Ha avuto una figlia nel 2019.

## Caratteristiche tecniche
Ha iniziato la carriera da prima punta per poi essere spostato nel ruolo terzino sinistro. Masina è dotato di buona tecnica e può giocare anche da centrocampista di fascia sinistra. Di piede sinistro, è più avvezzo a svolgere la fase offensiva soffrendo in quella difensiva. Dispone anche di buona forza fisica ed è veloce in progressione.

## Carriera

### Club

#### Le giovanili nel Bologna e il prestito alla Giacomense
A partire dall'età di 13 anni gioca nelle giovanili del Bologna nel ruolo di attaccante. Nel 2012, a 18 anni, viene mandato in prestito alla Giacomense, società ferrarese militante in Lega Pro Seconda Divisione, dove colleziona 15 presenze. Qui l'allenatore Fabio Gallo inizia ad impiegarlo regolarmente nel ruolo di terzino sinistro.
Al rientro dal prestito alla Giacomense si rende protagonista nella Primavera del Bologna, ove viene sempre impiegato nel ruolo di terzino sinistro dall'allenatore Francesco Baldini, colleziona 18 presenze e 3 reti.

#### Il rientro al Bologna e l'esordio
All'avvio della stagione successiva, la società felsinea, appena retrocessa in Serie B, lo aggrega alla prima squadra sin dal ritiro estivo. L'esordio in maglia rossoblu e in Serie B avviene il 12 ottobre 2014, a 20 anni, quando subentra all'infortunato Archimede Morleo nella partita in trasferta contro il Latina, vinta dai rossoblu con il punteggio di 2-1. Da lì in poi, complici i problemi fisici di Morleo, lui inizia a trovare più spazio sino a diventare titolare sulla fascia sinistra dei felsinei. Il 24 aprile 2015 segna la prima rete con la maglia del Bologna, portando momentaneamente in vantaggio la squadra felsinea nella partita in trasferta contro il Bari, poi terminata con il punteggio di 1-1. Al termine della stagione colleziona complessivamente 25 presenze ed una rete, a cui si aggiungono le 3 partite disputate nei play-off, al termine dei quali il Bologna ottiene la promozione in Serie A. Il 19 giugno 2015 rinnova il suo contratto con il club fino al 2019.
Esordisce in Serie A alla prima giornata di campionato il 22 agosto 2015, a 21 anni, quando viene schierato titolare nella gara esterna contro la Lazio, terminata con il punteggio di 2-1 in favore dei biancocelesti. Segna il primo gol in Serie A il 24 ottobre 2015 in Carpi-Bologna (1-2), ripetendosi il 21 novembre nella partita pareggiata 2-2 contro la Roma allo stadio Dall'Ara. Quelle sono state le sue uniche reti stagionali in Serie A in 33 presenze complessive.
Nelle due stagioni successive si conferma il terzino sinistro titolare della squadra, segnando un solo gol il 18 dicembre 2016 nel successo in trasferta contro il Pescara (0-3).

#### Watford
Il 1º luglio 2018 si trasferisce dal Bologna al Watford per una cifra vicina ai 5 milioni di euro.
Dopo una prima stagione in cui non ha giocato molto, nella seconda trova più spazio, e il 1º febbraio 2020 realizza la sua prima rete con il club nella sconfitta per 2-3 contro l'Everton.

#### Udinese
Il 18 luglio 2022 si trasferisce a titolo definitivo all'Udinese, club sempre di proprietà della famiglia Pozzo. Alla prima giornata, il 13 agosto, trova subito la via del gol, siglando il provvisorio 2-2 nella sconfitta della sua squadra per 4-2 contro il Milan. In un anno e mezzo mette insieme solo 20 presenze e 2 gol in tutto.

#### Torino
Il 1º febbraio 2024, passa in prestito con diritto di riscatto al Torino, sempre in Serie A. Tre giorni dopo, fa il suo esordio in maglia granata, subentrando a Ricardo Rodriguez ad inizio ripresa nella partita di campionato contro la Salernitana, conclusasi con un pareggio a reti inviolate.
Dopo aver collezionato 16 presenze complessive lungo il resto della stagione, il 14 giugno 2024 Masina viene ufficialmente riscattato dal club granata, per una cifra stimata intorno a un milione di euro, firmando un contratto biennale.
Il 24 novembre 2024 realizza la sua prima rete con i granata nel pareggio interno contro il Monza (1-1).

### Nazionale

#### Nazionali giovanili
A fine ottobre 2015 rifiuta la convocazione del Marocco, sperando di esordire in futuro con la maglia dell'Italia.
Il 10 novembre 2015 il C.T. Di Biagio lo convoca per la prima volta in Nazionale Under-21, per le gare di qualificazione all'Europeo 2017 contro Serbia e Lituania. Esordisce quindi con l'Italia Under-21 il 17 novembre 2015, subentrando a Barreca al 66' della partita vinta 2-0 contro la Lituania.

#### Nazionale maggiore
Il 18 marzo 2021, dopo aver giocato 6 partite con l'Under-21 italiana, torna sui propri passi accettando la convocazione del Marocco, facendo il suo debutto 8 giorni dopo in occasione del pareggio per 0-0 in casa della Mauritania.
Convocato per la fase finale di Coppa d'Africa 2021, posticipata al gennaio 2022 a seguito degli effetti della pandemia di COVID-19, viene schierato titolare in tutte le partite disputate dal Marocco.

## Statistiche

### Presenze e reti nei club
Statistiche aggiornate al 28 maggio 2025.
| Stagione        | Squadra         | Campionato      | Campionato | Campionato | Coppe nazionali | Coppe nazionali | Coppe nazionali | Coppe continentali | Coppe continentali | Coppe continentali | Altre coppe | Altre coppe | Altre coppe | Totale | Totale |
| Stagione        | Squadra         | Comp            | Pres       | Reti       | Comp            | Pres            | Reti            | Comp               | Pres               | Reti               | Comp        | Pres        | Reti        | Pres   | Reti   |
| --------------- | --------------- | --------------- | ---------- | ---------- | --------------- | --------------- | --------------- | ------------------ | ------------------ | ------------------ | ----------- | ----------- | ----------- | ------ | ------ |
| 2012-2013       | Giacomense      | 2D              | 15         | 0          | CI-LP           | 0               | 0               | -                  | -                  | -                  | -           | -           | -           | 15     | 0      |
| 2013-2014       | Bologna         | A               | 0          | 0          | CI              | 0               | 0               | -                  | -                  | -                  | -           | -           | -           | 0      | 0      |
| 2014-2015       | Bologna         | B               | 25+3       | 1          | CI              | 0               | 0               | -                  | -                  | -                  | -           | -           | -           | 28     | 1      |
| 2015-2016       | Bologna         | A               | 33         | 2          | CI              | 1               | 0               | -                  | -                  | -                  | -           | -           | -           | 34     | 2      |
| 2016-2017       | Bologna         | A               | 32         | 1          | CI              | 2               | 0               | -                  | -                  | -                  | -           | -           | -           | 34     | 1      |
| 2017-2018       | Bologna         | A               | 34         | 0          | CI              | 1               | 0               | -                  | -                  | -                  | -           | -           | -           | 35     | 0      |
| Totale Bologna  | Totale Bologna  | Totale Bologna  | 124+3      | 4          |                 | 4               | 0               |                    | -                  | -                  |             | -           | -           | 131    | 4      |
| 2018-2019       | Watford         | PL              | 14         | 0          | FACup+CdL       | 4+2             | 0               | -                  | -                  | -                  | -           | -           | -           | 20     | 0      |
| 2019-2020       | Watford         | PL              | 26         | 1          | FACup+CdL       | 1+1             | 0               | -                  | -                  | -                  | -           | -           | -           | 28     | 1      |
| 2020-2021       | Watford         | FLC             | 25         | 2          | FACup+CdL       | 1+0             | 0               | -                  | -                  | -                  | -           | -           | -           | 26     | 2      |
| 2021-2022       | Watford         | PL              | 15         | 0          | FACup+CdL       | 0+1             | 0               | -                  | -                  | -                  | -           | -           | -           | 16     | 0      |
| Totale Watford  | Totale Watford  | Totale Watford  | 80         | 3          |                 | 10              | 0               |                    | -                  | -                  |             | -           | -           | 90     | 3      |
| 2022-2023       | Udinese         | A               | 14         | 2          | CI              | 1               | 0               | -                  | -                  | -                  | -           | -           | -           | 15     | 2      |
| 2023-feb. 2024  | Udinese         | A               | 4          | 0          | CI              | 1               | 0               | -                  | -                  | -                  | -           | -           | -           | 5      | 0      |
| Totale Udinese  | Totale Udinese  | Totale Udinese  | 18         | 2          |                 | 2               | 0               |                    | -                  | -                  |             | -           | -           | 20     | 2      |
| feb.-giu. 2024  | Torino          | A               | 16         | 0          | CI              | -               | -               | -                  | -                  | -                  | -           | -           | -           | 16     | 0      |
| 2024-2025       | Torino          | A               | 28         | 1          | CI              | 1               | 0               | -                  | -                  | -                  | -           | -           | -           | 29     | 1      |
| Totale Torino   | Totale Torino   | Totale Torino   | 44         | 1          |                 | 1               | 0               |                    | -                  | -                  |             | -           | -           | 45     | 1      |
| Totale carriera | Totale carriera | Totale carriera | 283        | 10         |                 | 17              | 0               |                    | -                  | -                  |             | -           | -           | 300    | 10     |

### Cronologia presenze e reti in nazionale
| Cronologia completa delle presenze e delle reti in nazionale ― Marocco | Cronologia completa delle presenze e delle reti in nazionale ― Marocco | Cronologia completa delle presenze e delle reti in nazionale ― Marocco | Cronologia completa delle presenze e delle reti in nazionale ― Marocco | Cronologia completa delle presenze e delle reti in nazionale ― Marocco | Cronologia completa delle presenze e delle reti in nazionale ― Marocco | Cronologia completa delle presenze e delle reti in nazionale ― Marocco | Cronologia completa delle presenze e delle reti in nazionale ― Marocco |
| Data                                                                   | Città                                                                  | In casa                                                                | Risultato                                                              | Ospiti                                                                 | Competizione                                                           | Reti                                                                   | Note                                                                   |
| ---------------------------------------------------------------------- | ---------------------------------------------------------------------- | ---------------------------------------------------------------------- | ---------------------------------------------------------------------- | ---------------------------------------------------------------------- | ---------------------------------------------------------------------- | ---------------------------------------------------------------------- | ---------------------------------------------------------------------- |
| 26-3-2021                                                              | Nouakchott                                                             | Mauritania                                                             | 0 – 0                                                                  | Marocco                                                                | Qual. Coppa d'Africa 2021                                              | -                                                                      |                                                                        |
| 30-3-2021                                                              | Marrakech                                                              | Marocco                                                                | 1 – 0                                                                  | Burundi                                                                | Qual. Coppa d'Africa 2021                                              | -                                                                      | 77’                                                                    |
| 2-9-2021                                                               | Rabat                                                                  | Marocco                                                                | 2 – 0                                                                  | Sudan                                                                  | Qual. Mondiali 2022                                                    | -                                                                      |                                                                        |
| 6-10-2021                                                              | Rabat                                                                  | Marocco                                                                | 5 – 0                                                                  | Guinea-Bissau                                                          | Qual. Mondiali 2022                                                    | -                                                                      |                                                                        |
| 9-10-2021                                                              | Casablanca                                                             | Guinea-Bissau                                                          | 0 – 3                                                                  | Marocco                                                                | Qual. Mondiali 2022                                                    | -                                                                      | 82’                                                                    |
| 12-11-2021                                                             | Rabat                                                                  | Sudan                                                                  | 0 – 3                                                                  | Marocco                                                                | Qual. Mondiali 2022                                                    | -                                                                      |                                                                        |
| 16-11-2021                                                             | Rabat                                                                  | Marocco                                                                | 3 – 0                                                                  | Guinea                                                                 | Qual. Mondiali 2022                                                    | -                                                                      | 63’                                                                    |
| 10-1-2022                                                              | Yaoundé                                                                | Marocco                                                                | 1 – 0                                                                  | Ghana                                                                  | Coppa d'Africa 2021 - 1º turno                                         | -                                                                      | 22’                                                                    |
| 14-1-2022                                                              | Yaoundé                                                                | Marocco                                                                | 2 – 0                                                                  | Comore                                                                 | Coppa d'Africa 2021 - 1º turno                                         | -                                                                      |                                                                        |
| 18-1-2022                                                              | Yaoundé                                                                | Gabon                                                                  | 2 – 2                                                                  | Marocco                                                                | Coppa d'Africa 2021 - 1º turno                                         | -                                                                      |                                                                        |
| 25-1-2022                                                              | Yaoundé                                                                | Marocco                                                                | 2 – 1                                                                  | Malawi                                                                 | Coppa d'Africa 2021 - Ottavi di finale                                 | -                                                                      |                                                                        |
| 30-1-2022                                                              | Yaoundé                                                                | Egitto                                                                 | 2 – 1 dts                                                              | Marocco                                                                | Coppa d'Africa 2021 - Quarti di finale                                 | -                                                                      |                                                                        |
| 25-3-2022                                                              | Kinshasa                                                               | RD del Congo                                                           | 1 – 1                                                                  | Marocco                                                                | Qual. Mondiali 2022                                                    | -                                                                      | 84’                                                                    |
| 29-3-2022                                                              | Casablanca                                                             | Marocco                                                                | 4 – 1                                                                  | RD del Congo                                                           | Qual. Mondiali 2022                                                    | -                                                                      | 81’                                                                    |
| 2-6-2022                                                               | Cincinnati                                                             | Stati Uniti                                                            | 3 – 0                                                                  | Marocco                                                                | Amichevole                                                             | -                                                                      |                                                                        |
| 9-6-2022                                                               | Rabat                                                                  | Marocco                                                                | 2 – 1                                                                  | Sudafrica                                                              | Qual. Coppa d'Africa 2023                                              | -                                                                      | 68’                                                                    |
| 19-11-2024                                                             | Oujda                                                                  | Marocco                                                                | 7 – 0                                                                  | Lesotho                                                                | Qual. Coppa d'Africa 2025                                              | -                                                                      | 76’                                                                    |
| 6-6-2025                                                               | Fès                                                                    | Marocco                                                                | 2 – 0                                                                  | Tunisia                                                                | Amichevole                                                             | -                                                                      |                                                                        |
| 9-6-2025                                                               | Fès                                                                    | Marocco                                                                | 1 – 0                                                                  | Benin                                                                  | Amichevole                                                             | -                                                                      |                                                                        |
| Totale                                                                 |                                                                        | Presenze                                                               | 19                                                                     |                                                                        | Reti                                                                   | 0                                                                      |                                                                        |

| Cronologia completa delle presenze e delle reti in nazionale ― Italia under 21 | Cronologia completa delle presenze e delle reti in nazionale ― Italia under 21 | Cronologia completa delle presenze e delle reti in nazionale ― Italia under 21 | Cronologia completa delle presenze e delle reti in nazionale ― Italia under 21 | Cronologia completa delle presenze e delle reti in nazionale ― Italia under 21 | Cronologia completa delle presenze e delle reti in nazionale ― Italia under 21 | Cronologia completa delle presenze e delle reti in nazionale ― Italia under 21 | Cronologia completa delle presenze e delle reti in nazionale ― Italia under 21 |
| Data                                                                           | Città                                                                          | In casa                                                                        | Risultato                                                                      | Ospiti                                                                         | Competizione                                                                   | Reti                                                                           | Note                                                                           |
| ------------------------------------------------------------------------------ | ------------------------------------------------------------------------------ | ------------------------------------------------------------------------------ | ------------------------------------------------------------------------------ | ------------------------------------------------------------------------------ | ------------------------------------------------------------------------------ | ------------------------------------------------------------------------------ | ------------------------------------------------------------------------------ |
| 17-11-2015                                                                     | Castel di Sangro                                                               | Italia under 21                                                                | 2 – 0                                                                          | Lituania under 21                                                              | Qual. Europeo Under-21 2017                                                    | -                                                                              | 66’ 70’                                                                        |
| 29-3-2016                                                                      | Andorra la Vella                                                               | Andorra under 21                                                               | 0 – 1                                                                          | Italia under 21                                                                | Qual. Europeo Under-21 2017                                                    | -                                                                              |                                                                                |
| 2-6-2016                                                                       | Venezia                                                                        | Italia under 21                                                                | 0 – 1                                                                          | Francia under 21                                                               | Amichevole                                                                     | -                                                                              | 60’                                                                            |
| 14-11-2016                                                                     | Bergamo                                                                        | Italia under 21                                                                | 0 – 0                                                                          | Danimarca under 21                                                             | Amichevole                                                                     | -                                                                              | 73’                                                                            |
| 23-3-2017                                                                      | Cracovia                                                                       | Polonia under 21                                                               | 1 – 2                                                                          | Italia under 21                                                                | Amichevole                                                                     | -                                                                              | 73’ 90+3’                                                                      |
| 27-3-2017                                                                      | Roma                                                                           | Italia under 21                                                                | 1 – 2                                                                          | Spagna under 21                                                                | Amichevole                                                                     | -                                                                              | 84’                                                                            |
| Totale                                                                         |                                                                                | Presenze                                                                       | 6                                                                              |                                                                                | Reti                                                                           | 0                                                                              |                                                                                |

## Palmarès

### Individuale
- Gran Galà del calcio AIC: 1

Miglior calciatore della Serie B: 2015